# リック・フォックス
リック・フォックス(Ulrich Alexander (Rick) Fox,1969年7月24日- ）は、カナダのオンタリオ州トロント生まれの元バスケットボール選手、俳優。バスケットボール選手としては、NBAのボストン・セルティックス、ロサンゼルス・レイカーズなどで活躍した。ポジションはスモールフォワード。プロ選手としての期間は1991年から2004年。俳優としては主にアメリカ合衆国のテレビドラマや映画に出演している。身長201センチ。プロEスポーツチームEcho Foxのオーナーでもある。

## 生い立ち
バハマ人の父親とイタリア系カナダ人の母親の間に生まれた。2歳のときに一家はバハマに移った。
アメリカ合衆国インディアナ州ワルシャワのハイスクールで2年間プレイした。3年生のとき、彼は州の協会（IHSAA）から出場停止処分を受けたが、1987年のインディアナ州のオールスターに選ばれた。
ノースカロライナ大学に進学、1990年のNCAAトーナメントでは2回戦で第1シードのオクラホマ大学を彼のブザービーターとなるバンクショットで破った。1991年のNCAAトーナメントではファイナル4にチームを導いている。

## キャリア
1991年のNBAドラフトで1巡目全体24位でボストン・セルティックスに指名された。ルーキーシーズンの開幕戦では、1979年のラリー・バード以来となるチームの新人として開幕戦先発出場を果たした。
1997年にロサンゼルス・レイカーズに移籍し、2000年から2002年にかけてシャキール・オニールとコービー・ブライアントらと共に3連覇を経験した。2004年にゲイリー・ペイトンと共に古巣セルティックスに放出された後、バイアウトで合意し、シーズン開幕前に現役を引退した。

## 俳優業
ロサンゼルス・レイカーズで活躍していた1997年からケーブルテレビ局・HBO制作のテレビドラマ『OZ/オズ』に、刑務所に収監されたNBA選手のジャクソン・ベイヒューという役で出演しているなど、俳優としても活動している。
2015年、ゴールデン・メープル・アワード・クロスオーバー賞を受賞。

## 私生活
1999年9月25日、女優や歌手として活躍しているヴァネッサ・ウィリアムスと結婚した。その後、2005年に離婚した。

## 俳優業
- エディー 勝利の天使 - テリー・ヘイスティングス 役
- OZ/オズ - ジャクソン・ベイヒュー 役
- ミッシング -サイキック捜査官- - エリック・ルナール 役
- アグリー・ベティ - ボディーガード　デュウェイン 役

## その他
- 現役当時はリーグ屈指の男前としても有名で「NBA選手が欲しいものは二つある。一つはチャンピオンリングで、もう一つはリック・フォックスの元カノの連絡先。」と言われるほどだった。引退後もエリザ・ドゥシュクとのデートを目撃されるなどしている。
- NBA2011-12シーズンではNBA.comにコメンテーターとしても登場している。